# Xanthorhoe coeruleata
Xanthorhoe coeruleata là một loài bướm đêm trong họ Geometridae.